# Harnaaz Sandhu
Harnaaz Kaur Sandhu (født 3. marts 2000 i Chandigarh) er en indisk fotomodel og skønhedsdronning, vinder af Miss Universe 2021, og er den anden Miss Universe-vinder fra Indien. Sandhu var tidligere blevet kronet som Miss Indien Universe 2021.